# 朝日 (桶川市)
朝日（あさひ）は、埼玉県桶川市の町名。現行行政地名は朝日一丁目から朝日三丁目。住居表示実施済み。郵便番号は363-0023。

## 地理
埼玉県の中央地域（県央地域）で桶川市の中央部に位置する。富士見通りを境として北は若宮に隣接、東は高崎線を境として神明に隣接し、高崎線および富士見通りが交差する対角線上に南が位置している。西と南は上尾市との市境になっており、西は井戸木、南は中妻に隣接している。また、市境（埼玉県道323号上尾環状線）と高崎線が交差する対角線上に原新町が位置している。上尾市との市境は複雑に錯綜している上、東隣の神明とともに上尾市側に突き出した地勢であり、東西に延びる道路には幾度も境界をまたぐものがある。北部が一丁目、南西部が二丁目、南東部が三丁目である。町域内の土地利用は一戸建ての住宅街が主で、そのほかにはマンション、公園、農地がある。

### 地価
住宅地の地価は、2018年の公示地価によれば、朝日三丁目27番20号の地点で10万7000円/m2となっている。住居表示実施済み。

## 歴史
それまでの大字町谷のうち、高崎線の西側かつ富士見通りより南側の地域が該当する。
- 1968年（昭和43年） - 桶川町大字町谷の一部から住居表示を実施して朝日一丁目〜三丁目が成立[5][6]。
- 1970年（昭和45年）11月3日 - 桶川町が市制施行し、桶川市の町丁となる[6][7]。
- 1984年（昭和59年）4月1日 - 地区内に桶川市立朝日小学校が開校する。
- 1989年（平成元年）5月1日 - 桶川市と上尾市との境界変更を実施、朝日一丁目〜三丁目の一部[8]を上尾市に編入し、井戸木一丁目〜三丁目、中妻五丁目の各一部を桶川市側に編入する[9][10][11]。

## 世帯数と人口
2017年（平成29年）10月1日現在の世帯数と人口は以下の通りである。
| 丁目       | 世帯数    | 人口    |
| ---------- | --------- | ------- |
| 朝日一丁目 | 595世帯   | 1,524人 |
| 朝日二丁目 | 690世帯   | 1,676人 |
| 朝日三丁目 | 586世帯   | 1,362人 |
| 計         | 1,871世帯 | 4,562人 |

## 小・中学校の学区
市立小・中学校に通う場合、学区は以下の通りとなる。
| 丁目       | 番地 | 小学校             | 中学校             |
| ---------- | ---- | ------------------ | ------------------ |
| 朝日一丁目 | 全域 | 桶川市立朝日小学校 | 桶川市立桶川中学校 |
| 朝日二丁目 | 全域 | 桶川市立朝日小学校 | 桶川市立桶川中学校 |
| 朝日三丁目 | 全域 | 桶川市立朝日小学校 | 桶川市立桶川中学校 |

## 交通
地区の東端を高崎線が通るが駅はない。桶川駅と北上尾駅の中間にあり、地区の南端は上尾環状線を挟み北上尾駅に近接している。そのため、北に位置する一丁目の北部を除き概ね北上尾駅が最寄り（朝日三丁目27番20号の地点よりおよそ1.3 km）となる。

### 道路
- 埼玉県道323号上尾環状線 - 南端でかすめる。
- 富士見通り
- 朝日ハナミズキ通り - 上尾市域では「並木通り」と名前が変わる。
- 朝日カエデ通り
- 朝日ヤナギ通り
- 朝日イチョウ通り - 上尾市域では「小泉中妻線[14]」と名前が変わる。

### バス
- バス路線では路線バスは運行されていないが、コミュニティバスの桶川市内循環バス「べにばなGO」および上尾市内循環バス「ぐるっとくん」のバス停がある。

## 施設
1丁目
- 朝日公園
- 朝日中央公園
- 朝日東公園

2丁目
- 桶川市立朝日小学校
- 朝日南公園
- 小林歯科クリニック

3丁目
- 青木信用金庫桶川支店
- 朝日三丁目会館
- 朝日土地区画整理記念会館